# Sternenberg (Haut-Rhin)
Sternenberg ist eine französische Gemeinde mit 145 Einwohnern (Stand 1. Januar 2022) im Département Haut-Rhin in der Region Grand Est (bis 2015 Elsass). Sie gehört zum Arrondissement Altkirch, zum Kanton Masevaux-Niederbruck und ist Mitglied des Gemeindeverbandes Sud Alsace Largue.

## Geografie
Die Gemeinde Sternenberg liegt im Übergangsbereich zwischen den Vogesen und der Burgundischen Pforte, etwa 20 Kilometer südwestlich von Mülhausen. Im Gemeindegebiet entspringen die Bäche Sunderbach und Widenbach, die über Seingelbach, Soultzbach, Largue und Ill zum Rhein entwässern.
Nachbargemeinden von Sternenberg sind Soppe-le-Bas im Norden (Berührungspunkt), Diefmatten im Nordosten, Hecken im Osten, Guevenatten im Süden, Bellemagny im Westen sowie Bretten im Nordwesten.

## Geschichte
Bis 1324 gehörte der Ort zur Grafschaft Pfirt und kam dann durch die Heirat der Johanna von Pfirt mit Herzog Albrecht II. von Österreich an Habsburg. Im Westfälischen Frieden 1648 ging der Ort mit dem ganzen elsässischen Besitz der Habsburger an die französische Krone. Von 1871 bis zum Ende des Ersten Weltkrieges gehörte Sternenberg als Teil des Reichslandes Elsaß-Lothringen zum Deutschen Reich und war dem Kreis Altkirch im Bezirk Oberelsaß zugeordnet.

## Bevölkerungsentwicklung
| Jahr      | 1910 | 1962 | 1968 | 1975 | 1982 | 1990 | 1999 | 2007 | 2017 |
| Einwohner | 116  | 62   | 87   | 66   | 77   | 105  | 130  | 163  | 155  |

## Sehenswürdigkeiten
Baumgruppe und Feldkreuz an der D14 BIS. Die Linden sind klassifizierte Naturdenkmale. Das Kreuz erinnert an eine während der Revolution 1792 zerstörten Kapelle, die einst ein vielbesuchter Eulogius-Wallfahrtsort war. Mit der Eulogius-Wallfahrt in Verbindung stand ein jährlicher Pferdemarkt. Das Kreuz von 1844.
Einige Fachwerkhäuser. Haus Nr. 15 an der Rue Principale noch in der altertümlichen Ständerbauweise mit hauswandhohen Wandständern und gekrümmten Langstreben (wohl aus dem 17. Jahrhundert). Im Écomusée d’Alsace befindet sich ein stattliches Bauernhaus aus Sternenberg. Das Schulhaus (jetzt Mairie) mit Glockentürmchen von 1843.

## Literat
- Le Patrimoine des Communes du Haut-Rhin. Flohic Editions, Band 1, Paris 1998, ISBN 2-84234-036-1, S. 328.